# Baulne
Baulne település Franciaországban, Essonne megyében. Lakosainak száma 1468 fő (2022. január 1.). Baulne Ballancourt-sur-Essonne, Cerny, Champcueil, La Ferté-Alais, Itteville, Mondeville és Videlles községekkel határos.

## Népesség
A település népességének változása:
| Lakosok száma | 1297 | 1311 | 1331 | 1315 | 1310 | 1311 | 1363 | 1416 | 1468 |
|               | 2013 | 2015 | 2016 | 2017 | 2018 | 2019 | 2020 | 2021 | 2022 |